# Lamela (Pereiro de Aguiar)
Lamela (llamada oficialmente Santa María da Lamela) es una parroquia y un lugar del municipio español de Pereiro de Aguiar, en la provincia de Orense, Galicia.

## Toponimia
La parroquia también es conocida por el nombre de Santa María de Lamela.

## Organización territorial
La parroquia está formada por tres entidades de población:
- Cachamuíña
- Lamela (A Lamela)
- Urbanización Monterrei

## Demografía

### Parroquia
| Gráfica de evolución demográfica de Lamela (parroquia) entre 2000 y 2023 |
|                                                                          |
| Datos según el nomenclátor publicado por el INE.                         |

### Lugar
| Gráfica de evolución demográfica de Lamela (lugar) entre 2000 y 2023 |
|                                                                      |
| Datos según el nomenclátor publicado por el INE.                     |